# Кон'югація (хімія)
- Наявність такої структурної особливості, коли кожна пара кратних зв'язків(подвійних чи потрійних) у поліненасиченій

молекулі розділені одним одинарним зв'язком.
- Особливість взаємодії орбіталей, що означає альтернування між сильною і слабкою орбітальною взаємодією та приводить до відповідного альтернування резонансних інтегралів.
- Тип електронної взаємодії в структурах молекулярних частинок з кратними зв'язками, що чергуються між собою, або з вакантними (B, Al), напіввакантними чи заповненими вільною парою електронів (O, S, N) р-орбіталями, в результаті чого спостерігається тенденція до вирівнювання зв'язків внаслідокперекривання сусідніх р-орбіталей атоміві утворення багато-центрових делокалізованих π-молекулярних орбіталей молекули.

Вживання терміна гетерокон'юґація (напр., у кон'югованих гетероциклах) IUPAC не рекомендує.